# Dancing the Devil away

Dancing the Devil away est une chanson écrite en 1930 par Bert Kalmar & Harry Ruby. Elle est utilisée dans le film The Cuckoos,interprétée par Marguerita Padula. La chanson a également été interprété par Vaughn Deleath, et par Arden & Oman & their Orchestra.